# Tour de Nesle-affären

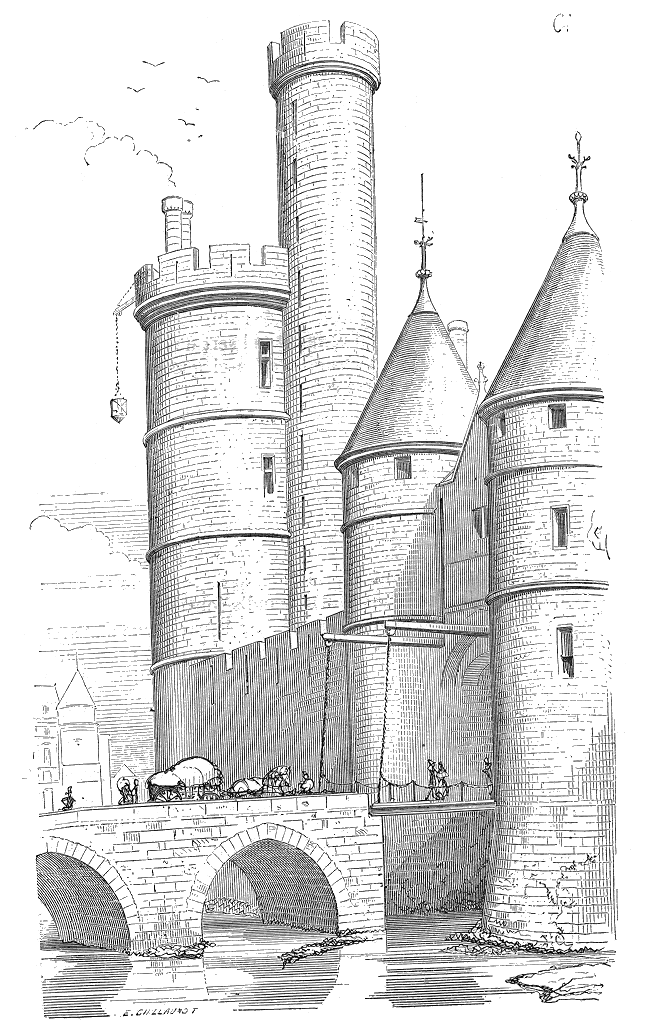
Tour.de.Nesle

Tour de Nesle-affären (Tour de Nesle, ung. "passionens torn") var en sexskandal som ägde rum i det franska kungahuset 1314, under vilken kung Filip IV:s tre svärdöttrar Margareta av Burgund, Blanche av Burgund och Johanna II av Burgund anklagades för äktenskapsbrott av sin svägerska, Englands drottning Isabella av Frankrike. Skandalen fick sitt namn efter ett torn, det s.k. Tour de Nesle i Paris, där otroheten uppgavs ha ägt rum. 
Skandalen resulterade i tortyr och avrättning för de åtalade älskarna och livstid fängelse för de två förstnämnda av de åtalade prinsessorna. Då skandalen ställt avkomman från Margaretas och dauphin Ludvigs äktenskap i ovisshet, och den katolska kyrkan inte möjliggör skilsmässa eller upplösning av äktenskap utom i extrema fall, försvårades Ludvigs position som arvtagare till den franska tronen sedan Filip avlidit och lämnat kronan till honom i november samma år. Margareta avled dock redan följande år i fångenskap, möjligen mördad på Ludvigs order eller av hans rådgivare. 
Skandalen bidrog till den tronföljdskris som drabbade det franska kungahuset. Även om Ludvig efter att ha blivit änkeman kunde gifta om sig och få sonen Johan I av Frankrike, och efter sin död efterlämnade sig två vuxna bröder, var den definitivt en vändpunkt i ätten Capets historia, som under ett antal år förminskades från en effektiv, centraliserad monarki till Filips manliga avkommas utplåning 1328, då kronan övergick till ätten Valois, via Filips bror Charles av Valois son Filip VI av Frankrike. Denna succession, i konflikt med Filips dotterson Edvard III av England, blev huvudorsaken till hundraårskriget, som ödelade Frankrike för en lång tid framöver.